# Энгомитис, Теодорос
Теодорос Энгомитис (греч. Θεόδωρος Εγκωμίτης; род. 20 апреля 2006, Салоники) — кипрский футболист, полузащитник клуба «Этникос» Ахна.

## Карьера
Сын футболиста Панайотиса Энгомитиса. Родился в городе Салоники, Греция, где в то время выступал его отец, но вырос на Кипре. Воспитанник клуба «Этникос» (Ахна). За основной состав команды дебютировал в чемпионате Кипра 10 мая 2024 года в матче последнего тура сезона 2023/24 с клубом «Докса» Катокопиас (3:6), в котором вышел на замену на 87-й минуте вместо Стефана Спировского.